# La discesa di Aclà a Floristella
La discesa di Aclà a Floristella è un film del 1992 scritto e diretto da Aurelio Grimaldi, girato ed ambientato nella miniera Floristella (oggi parco minerario di Floristella-Grottacalda), nei pressi di Valguarnera Caropepe (in provincia di Enna).

## Trama
Sicilia fine anni '30. Per far fronte alla penuria di mezzi Aclà Rizzuto, ragazzino undicenne e biondissimo, viene messo a lavorare come caruso nella solfara dove lavorano anche il padre Michele e i fratelli maggiori Calogero e Pino. Il contratto di ingaggio era a soccorso morto, questo consisteva nel dare da parte del "datore di lavoro" 500 lire alla famiglia garantendosi per i prossimi otto anni il lavoro di Aclà a sua totale discrezione. "Usato" alla stregua di un figlio, qualora fosse scappato la famiglia era tenuta a restituire la somma avuta. La vita nella solfatara è terribile: si lavora nelle viscere della terra, senza vestiti per il caldo e i ragazzini ingaggiati come Aclà (carusi) devono portare cesti da venticinque chili.
L'ambiente di lavoro, totalmente composto da maschi è decisamente promiscuo: i lavoratori dormono tutti assieme e in mancanza di altro ricorrono all'omosessualità, la necessità di stare nudi non fa altro che peggiorare le cose. Il clima di violenza (ogni mancanza del caruso viene spesso e volentieri sanzionata picchiandolo) fa maturare a molti ragazzini l'idea della fuga e Aclà non è immune a questa tentazione: infatti a un certo punto ritorna improvvisamente a casa (dove di norma fa capolino solo il fine settimana) dove viene accolto sfavorevolmente dalla madre che lo accusa di volere la rovina della famiglia. Nel frattempo il suo padrone Rocco Caramazza, accortosi della fuga di Aclà, ne informa il padre minacciandolo di volere indietro il soccorso morto (le 500 lire) nel caso il figlio non tornasse a lavorare oppure si prende l'altro fratello Maurizio, aumentandolo di un anno.
Ma, dopo essere stato malmenato dal padre e prelevato da casa, Aclà fa ritorno alla solfatara. Ciononostante Aclà non demorde e poco dopo scappa nuovamente: questa volta con una meta precisa: vuole raggiungere il mare e di lì trovare un sistema per raggiungere l'Australia dove si è trasferita sua sorella Domenica; ma sarà una fuga inutile perché viene ripreso da due carabinieri e riportato a casa dove, subisce duramente la violenza del padre e per poi riprendere a lavorare nella solfatara, ma durante le innumerevoli notti la sua mente continuerà a correre verso il mare.